# Dipodomys heermanni
Dipodomys heermanni е вид бозайник от семейство Торбести скокливци (Heteromyidae).

## Разпространение
Видът е разпространен в САЩ (Калифорния).